# Pharos Island
Pharos Island ist eine Insel im Archipel Südgeorgiens im Südatlantik. Sie ist die südlichste der drei großen Welcome Islands und gehört zu den Brutgebieten des Goldschopfpinguins.
Das UK Antarctic Place-Names Committee benannte sie 2009. Namensgeberin ist die Pharos, ein seit 2006 im Dienst der Regierung des britischen Überseegebiets Südgeorgien und die Südlichen Sandwichinseln stehendes Schiff für die Fischereiaufsicht.